# Край (Россия)
Край — название территориального субъекта в Российской Федерации, а также в прошлом в Российской империи и Советском Союзе.
Современная Россия состоит из 89 территориальных субъектов федерации (регионов), 9 из них называются краями. Юридическое различие между краем и областью не предусмотрено никакими законами и Конституцией РФ.
В Советском Союзе (в соответствии с Конституцией СССР 1977 года, гл. 11, ст. 86) существовало установленное законом различие между областью и краем: автономная область могла входить в состав союзной республики или края, но не области. Уже тогда один из краёв (Приморский) не имел в своём составе никакой автономной области.
Название «край» для некоторых субъектов РФ возникло как результат нескольких этапов административно-территориальной реформы в РСФСР. В 1920-е годы вместо упраздняемых губерний в республике создавались единицы нового типа: автономные республики, края и области. Все созданные или преобразованные из других регионов РСФСР края имели в своём составе национальные округа или области. В том числе Приморский край имел в составе Уссурийскую область, которая была упразднена, а её территория включена в Приморский край на правах обычных районов. При разукрупнении и выделении новых автономных республик края становились областями, но Приморский край не изменил статуса. При распаде СССР все автономные области вышли из составов краёв, но название «край» за регионами тем не менее сохранилось, поскольку в России название и статус субъекты определяют самостоятельно. Таким образом, шесть краёв, сохранившихся со времен СССР, носят такой статус в силу традиции.
В ходе объединения регионов 2005—2007 годов три области после объединения с округами решили называться краями, чтобы подчеркнуть усложнение административно-территориального деления — возникновение единиц с особым статусом (специальных округов на территории упраздненных автономных округов). В ходе этого объединения также произошло расширение Красноярского края.

## Краевое правление
В современной России края управляются губернаторами, которые возглавляют краевые правительства. Народное представительство осуществляют краевые Законодательные собрания (в Хабаровском и Ставропольском крае - Дума), численностью от 28 (Камчатка) до 70 человек (Кубань), половину которых составляют депутаты избранные по партийным спискам (пропорциональная избирательная система), половину - по одномандатным округам (мажоритарная избирательная система).
В дореволюционной (царской) России управление краем осуществлял наместник. Как правило он являлся начальником соответствующего военного округа в чине генерала (поэтому он также мог называться генерал-губернатором). При наместнике края учреждался совещательный орган Совет.

## Перечень краёв Российской Федерации
В скобках указаны административные центры краёв:

1. Алтайский край (Барнаул)
2. Камчатский край (Петропавловск-Камчатский)
3. Хабаровский край (Хабаровск)
4. Краснодарский край (Краснодар)
5. Красноярский край (Красноярск)
6. Пермский край (Пермь)
7. Приморский край (Владивосток)
8. Ставропольский край (Ставрополь)
9. Забайкальский край (Чита)

## Края в Российской империи в 1830—1910-х годах
Название «край» как административной единицы начинает появляться где-то в этот период. Однако тогда термин «край» чаще всего носил неофициальный характер, выступая синонимом каких-либо официальных административных единиц, либо же вовсе нося неформальный характер. Названия встречающихся краёв — территорий Российской империи (жирным шрифтом выделены более-менее официальные названия):
- Привислинский край — часть Польши в составе Российской империи; самая западная часть европейской России;
- Остзейский, или Прибалтийский край с тремя губерниями: Курляндской, Лифляндской и Эстляндской;
- Западный край — из девяти губерний в западной части европейской России:
  - Северо-Западный край — из шести белорусских и литовских губерний;
  - Юго-Западный край — из трёх украинских губерний, присоединённых в конце XVIII века от Речи Посполитой: Волынской, Подольской и Киевской;
- Прикаспийский край был создан в 1847 году; по учреждению 1855 года состоял из двух частей: Дербентской губернии и земель Северного и Нагорного Дагестана[1];
- Кавказский край;
- Закавказский край, которому принадлежали «1/ Грузия, 2/ Имеретия с Мингрелией, Гурией и Абхазией, 3/ мусульманские провинции, а именно: а/ Карабахская, Ширванская и Шекинская; б/ Дербентская, Бакинская и Кубинская; в/ Талышинское ханство. 4/ Армянская область»[2];
- Туруханский край — уезд в составе Томской и затем Енисейской губернии;
- Степной край — генерал-губернаторство на территории северо-восточного Казахстана;
- Заилийский край — эта горная страна составляла южную часть Семиреченской области Российской империи[3];
- Туркестанский край — генерал-губернаторство на территории Западного Туркестана;
- Приамурский край — территории бассейна реки Амур;
- Уссурийский край — присоединён к России в 1858 году, на основании Айгунского трактата[4]; территория между реками Уссури, Сунгача, озером Ханка с одной стороны и берегом Татарского пролива и Японского моря с другой.
- Урянхайский край — протекторат Российской империи с 1914 года, номинально входил в состав Енисейской губернии.

После I Мировой войны, Революции 1917 года, последовавшей гражданской войны и создания СССР перечисленные территории были либо утрачены, либо преобразованы в союзные республики или же автономные республики в составе союзных республик.

## Края в РСФСР в 1920—1930-х годах
После окончания Гражданской войны и образования СССР на территории РСФСР началось укрупнение регионов, бывшие губернии объединялись в области и края.
В этот период были образованы (в хронологическом порядке):
- Северо-Кавказский край (1924) — в его территорию входили современные Краснодарский и Ставропольский края, Ростовская область, республики Адыгея, Дагестан, Ингушетия, Кабардино-Балкария, Карачаево-Черкесия, Северная Осетия и Чечня.
- Сибирский край (1925) — в его территорию входили современные Алтайский и Красноярский края, Иркутская, Кемеровская, Новосибирская, Томская, Тюменская и частично Омская области, республики Алтай, Бурятия и Хакасия.
- Дальневосточный край (1926) — в его территорию входили современные Забайкальский, Камчатский, Приморский и Хабаровский края, Амурская, Магаданская и Сахалинская (север) области, Еврейская автономная область и Чукотский автономный округ.
- Нижневолжский край (1928) — в его территорию входили современные Астраханская, Волгоградская, Саратовская области и республика Калмыкия.
- Северный край (1929) — в его территорию входили современные большая часть Вологодской и Архангельская области, республика Коми и Ненецкий автономный округ.
- Нижегородский (Горьковский) край (1929) — в его территорию входили современные Кировская и Нижегородская области, республики Марий-Эл, Удмуртия и Чувашия.
- Средневолжский (Куйбышевский) край (1929) — в его территорию входили современные Оренбургская, Пензенская, Самарская, Ульяновская области и республика Мордовия.

## Края в СССР и РФ 1930—1990-х годах
В данный период производилась активная корректировка сети регионов, общей тенденцией которой являлось их разукрупнение.
Так, от Северо-Кавказского края отделился Азово-Черноморский край, разделённый впоследствии на Краснодарский край и Ростовскую область. От «нового» Северо-Кавказского края впоследствии отделились почти все современные северо-кавказские республики, а оставшаяся часть края сначала была переименована в Орджоникидзевский край, а позже получила современное название Ставропольский край.
Сибирский край сначала был разделён на Западно- и Восточно-Сибирский края, позже из частей ранее образованных краёв был создан третий — Красноярский. Впоследствии из оставшейся части Западно-Сибирского края образованы Новосибирская область и Алтайский край, а оставшийся Восточно-Сибирский край преобразован в область, которая впоследствии также была разделена на более мелкие области.
Дальневосточный край был разделён на Приморский и Хабаровский края. Территория Приморского края осталась практически в прежних границах, а от Хабаровского края последовательно отошли Сахалинская, Амурская, Магаданская и, наконец, Камчатская области.
Нижневолжский край сначала был разделён на Саратовский и Сталинградский края, а из части Горьковского края образован Кировский край. 5 декабря 1936 года Горьковский, Кировский, Куйбышевский, Саратовский, Северный и Сталинградский края были преобразованы в соответствующие области путём выделения из их составов входящих республик.
Таким образом, к началу 1939 года число краёв в РСФСР стало шесть, а к августу 1958 года окончательно сформировались их границы.
В начале 1960-х годов на территории Казахской ССР также были образованы три края: Целинный, Западно-Казахстанский и Южно-Казахстанский. Однако просуществовали они недолго и к концу 1965 года были ликвидированы.
15 декабря 1990 года, в соответствии с «Законом об изменениях и дополнениях Конституции РСФСР» из составов краёв были выведены автономные области: из Краснодарского — Адыгейская АО, из Ставропольского — Карачаево-Черкесская АО, из Красноярского — Хакасская АО, из Алтайского — Горно-Алтайская АО и из Хабаровского — Еврейская АО; Приморский край не имел в своём составе автономных областей, поэтому его территория осталась неизменной.
В 1993 году равноправными субъектами РФ стали Таймырский (Долгано-Ненецкий) и Эвенкийский автономные округа, входившие в состав Красноярского края, однако номинально они продолжали в него входить.
Число краёв в России оставалось прежним вплоть до 2005 года.

## Укрупнение регионов и образование новых краёв РФ
Новый Пермский край образован 1 декабря 2005 на основании Федерального конституционного закона от 25 марта 2004 № 1-ФКЗ в результате слияния Пермской области с Коми-Пермяцким автономным округом.
Красноярский край в качестве нового субъекта РФ образован 1 января 2007 на основании Федерального конституционного закона от 14 октября 2005 № 6-ФКЗ в результате слияния Красноярского края с Таймырским (Долгано-Ненецким) и Эвенкийским автономными округами.
Новый Камчатский край образован 1 июля 2007 на основании Федерального конституционного закона от 12 июля 2006 № 2-ФКЗ в результате слияния Камчатской области с Корякским автономным округом.
Новый Забайкальский край образован 1 марта 2008 на основании Федерального конституционного закона от 21 июля 2007 № 5-ФКЗ в результате слияния Читинской области с Агинским Бурятским автономным округом.